# Soundgarden

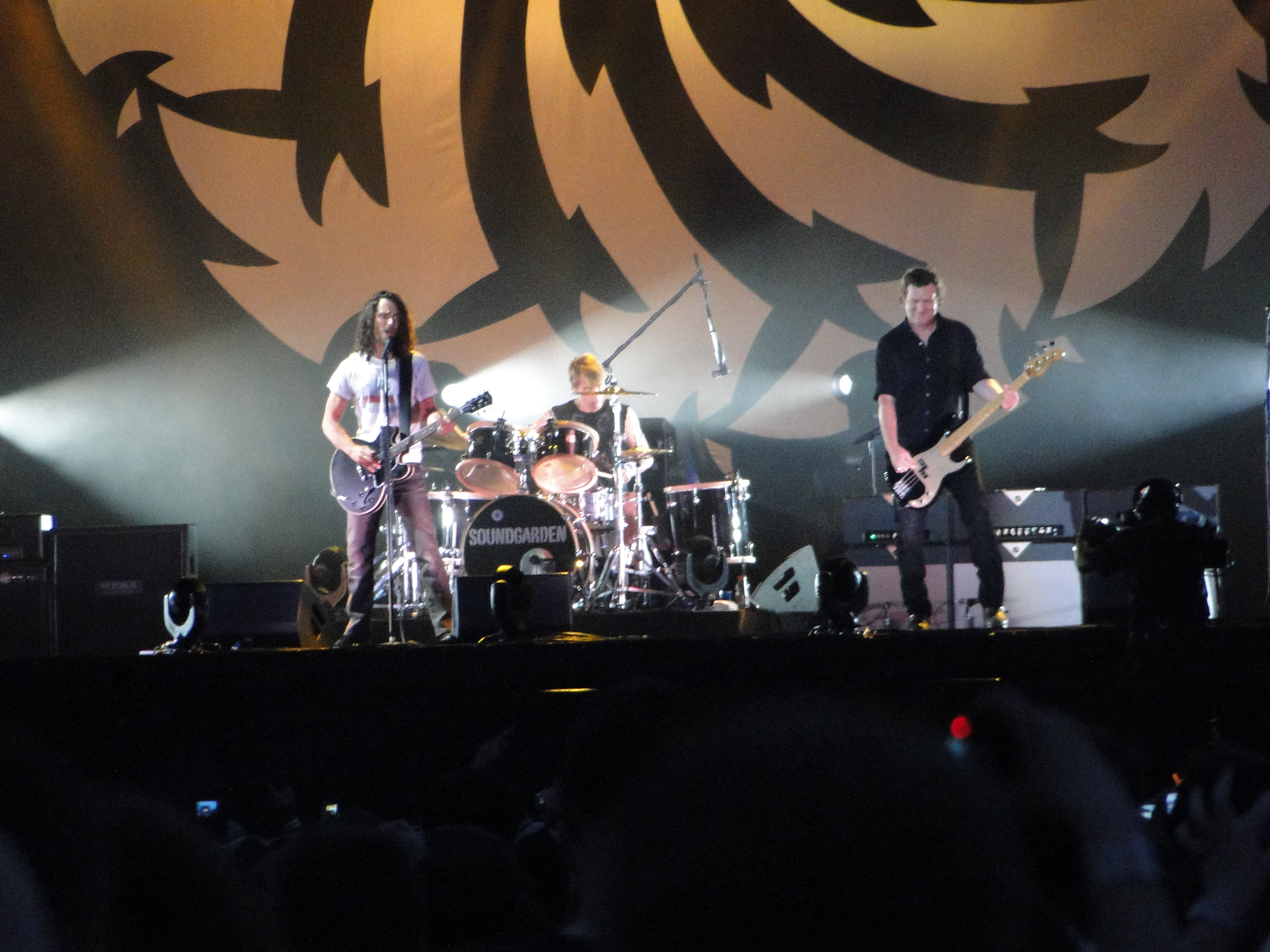
Soundgarden 2010

Soundgarden var en amerikansk rockgrupp som bildades 1984 i Seattle, Washington och var en av de fyra stora grupperna inom musikgenren grunge, tillsammans med Nirvana, Pearl Jam och Alice in Chains, tillsammans kända som Seattle's Big Four.

## Biografi
Soundgarden slog igenom i början av 1990-talet samtidigt som grupperna Nirvana, Pearl Jam och Alice in Chains. Soundgardens största succé var albumet Superunknown som släpptes 1994. Bandet upplöstes den 9 april 1997. Soundgarden förnyade den hårda rocken, gjorde processen kort med frisyr- och spandexbyxbanden som dominerat den hårda scenen under 1980-talet. Deras musik och texter var djupare, långt ifrån klichéer om sex, drugs and rock and roll.
Namnet härstammar från en skulptur i Seattle vid namn "A Sound Garden"
Med Badmotorfinger lyckades de förena sin urkraft med slagfärdiga låtar och melodier. Johnny Cash gjorde senare en mycket uppmärksammad cover på låten Rusty Cage. Uppföljaren Superunknown från 1994 var minst lika bra. När den sista skivan kom var mycket av styrkan borta och upplösningen av bandet 1997 får betraktas som logisk. Bandets frontfigur Chris Cornell bildade Audioslave med tre medlemmar från Rage Against the Machine.

### Återförening
12 år efter bandets upplösning återförenades Soundgarden under 2010. Återföreningen tillkännagavs den 1 januari 2010 på Chris Cornells twitterkonto. Den 10 augusti samma år släpptes bandets första singel på 13 år, Black Rain.

## Bandmedlemmar
- Chris Cornell – sång och gitarr (1984–1997, 2010–2017), trummor (1984–1985)
- Kim Thayil – gitarr (1984–1997, 2010–)
- Matt Cameron – trummor (1986–1997, 2010–)
- Ben Shepherd – bas (1990–1997, 2010–)

### Tidigare bandmedlemmar
- Hiro Yamamoto – bas (1984–1989)
- Scott Sundquist – trummor (1985–1986)
- Jason Everman – bas (1990)

## Diskografi

### Studioalbum
- 1988 – Ultramega OK
- 1989 – Louder Than Love
- 1991 – Badmotorfinger
- 1994 – Superunknown
- 1996 – Down on the Upside
- 2012 – King Animal

### EP
- 1987 – Screaming Life
- 1988 – Fopp
- 1989 – Flower
- 1990 – Loudest Love
- 1992 – Satanoscillatemymetallicsonatas
- 1995 – Songs from the Superunknown
- 2011 – Before the Doors: Live on I-5 Soundcheck
- 2013 – King Animal Demos

### Livealbum
- 2011 – Live on I-5

### Samlingsalbum
- 1990 – Screaming Life/Fopp
- 1997 – A-Sides
- 2010 – Telephantasm
- 2012 – The Classic Album Selection
- 2014 – Echo of Miles: Scattered Tracks Across the Path

### Singlar
- 1987 – "Hunted Down"
- 1989 – "Flower"
- 1989 – "Loud Love"
- 1989 – "Hands All Over"
- 1990 – "Room a Thousand Years Wide"
- 1991 – "Jesus Christ Pose"
- 1991 – "Outshined"
- 1992 – "Rusty Cage"
- 1994 – "Spoonman"
- 1994 – "The Day I Tried to Live"
- 1994 – "Black Hole Sun"
- 1994 – "My Wave"
- 1994 – "Fell on Black Days"
- 1996 – "Pretty Noose"
- 1996 – "Burden in My Hand"
- 1996 – "Blow Up the Outside World"
- 1997 – "Ty Cobb"[1]
- 1997 – "Bleed Together"
- 2010 – "Black Rain"
- 2010 – "The Telephantasm"
- 2012 – "Live to Rise"
- 2012 – "Been Away Too Long"
- 2013 – "By Crooked Steps"
- 2014 – "Storm"